# Prima Categoria 1966-1967
Il campionato di calcio di Prima Categoria 1966-1967 è stato il V livello del campionato italiano. A carattere regionale, fu l'ottavo campionato dilettantistico con questo nome dopo la riforma voluta da Zauli del 1958.

## Campionati
- Prima Categoria Abruzzo 1966-1967
- Prima Categoria Basilicata 1966-1967
- Prima Categoria Calabria 1966-1967
- Prima Categoria Campania 1966-1967 con Molise
- Prima Categoria Emilia-Romagna 1966-1967
- Prima Categoria Friuli-Venezia Giulia 1966-1967
- Prima Categoria Lazio 1966-1967
- Prima Categoria Liguria 1966-1967
- Prima Categoria Lombardia 1966-1967
- Prima Categoria Marche 1966-1967
- Prima Categoria Piemonte-Valle d'Aosta 1966-1967
- Prima Categoria Puglia 1966-1967
- Prima Categoria Sardegna 1966-1967
- Prima Categoria Sicilia 1966-1967
- Prima Categoria Toscana 1966-1967
- Prima Categoria Tridentina 1966-1967
- Prima Categoria Umbria 1966-1967
- Prima Categoria Veneto 1966-1967